# Gare de Pont-de-Buis
Gare de Pont-de-Buis vasútállomás Franciaországban, Pont-de-Buis-lès-Quimerch településen.

## Vasútvonalak
Az állomást az alábbi vasútvonalak érintik:
- Savenay–Landerneau-vasútvonal

## Kapcsolódó állomások
A vasútállomáshoz az alábbi állomások vannak a legközelebb:
- Gare de Châteaulin-Embranchement (Gare de Savenay, Savenay–Landerneau-vasútvonal)
- Gare de Dirinon - Loperhet (Gare de Landerneau, Savenay–Landerneau-vasútvonal)